# Dionýz Blaškovič
Dionýz Blaškovič (ur. 2 sierpnia 1913 w Jablonicy, zm. 17 listopada 1998 w Bratysławie) – słowacki wirusolog.
W latach 1945–1952 był kierownikiem Departamentu Epidemiologii i Mikrobiologii Państwowego Instytutu Higieny, a 1953-1978 dyrektorem Instytutu Wirusologii Słowackiej Akademii Nauk w Bratysławie, od 1954 profesor uniwersytetu w Bratysławie. Organizator i naczelny redaktor międzynarodowego czasopisma „Acta Virologica”, członek m.in. Czechosłowackiej i Słowackiej Akademii Nauk, od 1977 członek PAN. Prowadził prace m.in. nad grypą, epidemiologią i patogenezą kleszczowego zapalenia mózgu.